# Rob LaZebnik
Rob LaZebnik (* 6. května 1962) je americký televizní scenárista.
Vystudoval Střední školu Davida H. Hickmana v Columbii ve státě Missouri a Harvardovu univerzitu. Pracuje jako spoluvýkonný producent seriálu Simpsonovi a je mu přisuzováno autorství 20 epizod.
Spoluvytvářel kreslený seriál Starship Regulars webu Icebox.com, který byl převzat televizní stanicí Showtime, ale nikdy se nevysílal. Poté se podílel na tvorbě seriálu Greetings from Tucson, který se vysílal jednu sezónu na stanici The WB. LaZebnik je také podepsán pod scénáři epizod seriálů Můj přítel Monk, Rodinná vojna, Less than Perfect, The Ellen DeGeneres Show a Empty Nest.
Jeho manželka Claire LaZebniková je spisovatelkou.

## Scenáristická filmografieSimpsonových
12. řada
- Speciální čarodějnický díl (část Tátův duch)
- Homer versus důstojnost

20. řada
- Táta to ví nejhůř
- Curlingová romance

22. řada
- Modrá a šedá
- Fiesta s Lízou

24. řada
- Střídání poručníků

25. řada
- Válka umění

26. řada
- Děcka jsou ve při

27. řada
- Kamarádka s výhodami
- Dívčí kód
- Burnsova klec

28. řada
- Vepř a Burns

29. řada
- Vzhůru do Dánska

30. řada
- Řidič na baterky
- 101 usmíření
- Virtuální vítězství

31. řada
- Frinkcoin

32. řada
- Příběh Vánoc minulých
- Burnsovy burgery

33. řada
- Smithers v žáru lásky (spolu s Johnnym LaZebnikem)